# Baldewijn Steverlynck
Boudewijn Remi Jan (Baldewijn) Steverlynck (Vichte, 8 juli 1893 - Kortrijk, 12 juni 1976) was een Belgisch industrieel.

## Levensloop
Na middelbare studies aan het Sint-Amandscollege in Gent, volgde Steverlynck de lessen aan de Textielschool in Kortrijk (1 jaar) en aan de Textil-Färbereischule in Krefeld (3 jaar).
Na de Eerste Wereldoorlog was hij, samen met zijn broer Karel, betrokken bij de oprichting van verschillende bedrijven, met als voornaamste
- de bvba Groeninghe Ververij (1920), die nieuwe procedés ontwikkelde voor het verven van garen,
- de nv Weefautomaten Picanol (1936) voor het fabriceren van nieuwe typen weefgetouwen.

Steverlynck was een van de stichters van het Vlaams Economisch Verbond en werd er in 1934 algemeen voorzitter van. In 1940 werd hij door de bezetter verbod opgelegd op het verder uitoefenen van het voorzitterschap.
Zijn inspanningen waren vooral gericht op de vernederlandsing van het bedrijfsleven in Vlaanderen. In 1935 richtte hij, samen met onder meer Leon Bekaert een open brief tot koning Leopold III, met eisen betreffende de gelijkberechtiging van het Nederlands tegenover het Frans en de gelijke aanwezigheid van de Vlamingen in de overheidsinstellingen.
In 1935 was hij medestichter van de Kredietbank, waarvan hij bestuurder was vanaf de stichting tot in 1970.
Hij speelde een belangrijke rol in het organiseren en ontwikkelen van het Vlaamse culturele en sportieve leven in het Kortrijkse.

## Privé
Steverlynck was een zoon van Aloysius Steverlynck (1857-1912) en van Marie Elodie Deweer (1859-1928).
Zijn eerste vrouw, met wie hij in 1923 trouwde, was Isabelle Rodenbach (1903-1929), een nicht van Albrecht Rodenbach. Ze hadden samen vijf kinderen.
In 1938 hertrouwde hij met Cecile Van Dycke (1908-2008) en ze hadden acht kinderen.